# Александрос Мерендитис
Александрос Мерендитис (на гръцки: Αλέξανδρος Μερεντίτης) е гръцки офицер, генерал-майор, и революционер, деец на Гръцката въоръжена пропаганда в Македония, участвал във всички войни на гръцката държава в началото на XX век, де факто началник на Генералния щаб на сухопътните сили в 1928–1929, генерален директор на авиационното министерство в 1930–1934 г. и за кратко генерал-губернатор на Северна Гърция и военен министър в 1945 г.

## Биография
Мерендитис е роден в 1880 година в Тива. Учи във Военната академия и завършва на 6 юли 1902 година като втори лейтенант от артилерията. В 1908 година участва в Гръцката пропаганда в Македония с псевдонима Дукас. Като служител в гръцкото консулство в Битоля е арестуван от властите и прекарва известно време в затвора. В същата година е произведен лейненант. Участва и в двете Балкански войки като командир на батарея и се сражава в Епир и Македония.
След Междусъюзническата война в 1913 година е произведен в капитан и започва да преподава география във Военната академия. В 1915 година става майор и след намесата на Гърция в Първата световна война в 1917 година – подполковник. През войната е артилерийски командир на Четвърта пехотна дивизия на Македонския фронт. Служи на същия пост във Втора пехотна дивизия по време на интервенцията на Антантата в Руската гражданска война. В същата 1919 година става полковник. След края на кампанията е прехвърлен в Анадола, където започва Гръцко-турската война. Служи като артилерийски командир във Втори армейски корпус, а по-късно като артилерийски командир в Първи армейски корпус. На 24 юни 1922 година малко преди решителната Битка при Думлупънар през август става началник-щаб на Първи корпус.
След колапса на гръцкия фронт и изтеглянето от Анадола, Мерендитис е уволнен от действителна служба. В 1925 година се връща на служба и е произведен в генерал-майор и става артилерийски инспектор на армията. Учи във Френското артилерийско училище в Мец. При завръщането си е назначен за заместник началник-щаб на армията (29 октомври 1928 – 17 октомври 1929) и тъй като постът началник-щаб е вакантен, той е де факто глава на армията. В 1930 г. той е назначен за генерален секретар на новосъздаденото авиационно министерство, от което се оттегля в 1934 г. В 1945 година служи като генерал-губернатор на Северна Гърция в първия кабинет на адмирал Петрос Вулгарис (16 април – 11 август), и като министър на войната във втория кабинет на Вулгарис (22 август – 17 октомври), и в кабинета на архиепископ Дамаскинос Папандреу (17 октомври – 1 ноември). В този кабинет е и военноморски министър от 19 октомври.
Мерендитис не се е женил и умира в 1964 г.